# Hood: Outlaws & Legends
Hood: Outlaws & Legends is een stealthspel dat werd gepubliceerd op 10 mei 2021 door Focus Home Interactive en is ontwikkeld door Sumo Digital voor Windows, PlayStation 4, PlayStation 5, Xbox One en Xbox Series X|S. Dit spel heeft een vaste prijs en een Battle Pass-systeem.

## Gameplay
Het spel gaat over de legende van Robin Hood en in dit spel kan men spelen als de verschillende personages uit het verhaal. Elk personage heeft verschillende wapens en vaardigheden. De speler kan een groep van vier personen vormen om de geheime schat te stelen uit de kluis. Men moet eerst de sleutel zien te bemachtigen van de Sheriff van Nottingham, daarna de locatie van de kluis zien te vinden. Een belangrijk element in de gameplay is onzichtbaar te blijven voor vijanden.

## Ontvangst
Het spel kreeg verdeelde reacties op Metacritic. Het heeft daar een verzamelde score van 6,3. Men prees de interessante opzet van het spel, maar kritiek was er op het technische gedeelte en de presentatie.